# 国際連合安全保障理事会決議92
国際連合安全保障理事会決議92（こくさいれんごうあんぜんほしょうりじかいけつぎ92、英: United Nations Security Council Resolution 92, UNSCR92）は、1951年5月8日に国際連合安全保障理事会で採択された決議。パレスチナ情勢に関して、国連休戦監視機構の停戦命令を無視して継続されていた第一次アラブ・イスラエル戦争（1948 Arab-Israeli War）の停戦を呼びかけるものである。

## 概要
第一次アラブ・イスラエル戦争での停戦を要求した以前の決議を想起したうえで、 1949年7月20日のイスラエル・シリア一般停戦協定（Israel-Syrian General Armistice Agreement）によって確立された非武装地帯やその周辺で戦闘が勃発し、これに対して国連休戦監視機構参謀長代理が停戦命令を発布したのにもかかわらず、戦闘が継続していたことを懸念して採択されたものである。国連安保理は、当該地域の関係勢力に戦闘をやめるように、また爾前の決議ないし協定に対する義務・約定を遵守するよう呼びかけた。決議は10票対0票で可決されたが、唯一ソビエト連邦が棄権した。

## 詳細
以下はその和訳。
安全保障理事会は、
1948年7月15日の決議第54号（1948年）、1949年8月11日の決議第73号（1949年）及び 1950年11月17日の決議第89号（1950年）を想起し、
1949年7月20日のイスラエル・シリア一般休戦協定12により定められた非武装地帯及びその周辺で戦闘が勃発していること及び1951年5月4日に発せられたパレスチナにおける国連休戦監視機構参謀長代行による休戦命令（の発布）にもかかわらず戦闘が続いていることを懸念を以て指摘し、
関係者や当該地域の者に戦闘を停止するよう求め、国際連合憲章の第2条第4項及び安全保障理事会の決議第54号（1948年）に基づく義務並びに一般休戦協定に基づく約定を当事者に注目してもらい、状況に応じて、これらの義務及び約定を遵守することを求める。

12 安全保障理事会公式記録、第4年、特別補足第2号を参照。